# Focke-Wulf Fw 56

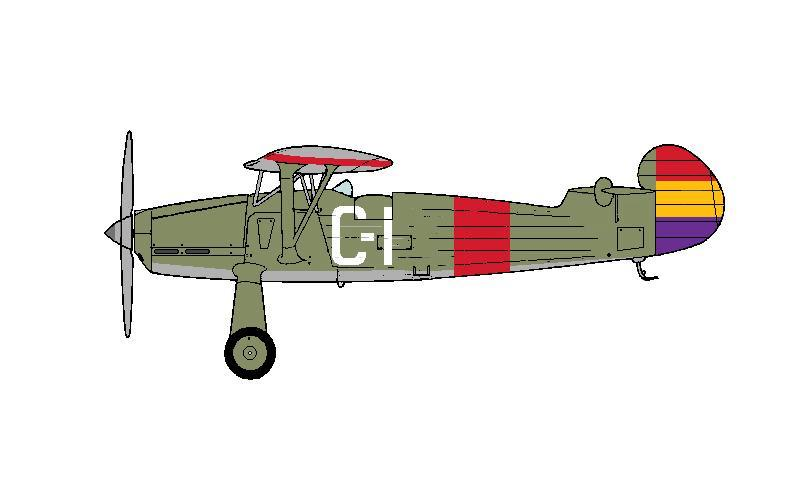
Focke-Wulf Fw 56 của Không quân Cộng hòa Tây Ban Nha. 1937.

Focke Wulf Fw 56 Stösser (tiếng Đức: Ó ngỗng) là một loại máy bay huấn luyện nâng cao, chế tạo ở Đức trong thập niên 1930.

## Biến thể
- Fw 56a
- Fw 56 V2
- Fw 56 V3
- Fw 56A-0
- Fw 56A-1

## Quốc gia sử dụng
Áo
- Không quân Áo (1927-1938)

 Bolivia
- Không quân Bolivia

 Bulgaria
- Không quân Bulgary

 Germany
- Luftwaffe

 Hungary
- Không quân Hoàng gia Hungary

 România
- Không quân Hoàng gia Romania

- Không quân Cộng hòa Tây Ban Nha[1]

 Tây Ban Nha
- Không quân Tây Ban Nha

 Netherlands

## Tính năng kỹ chiến thuật (Fw 56A-1)

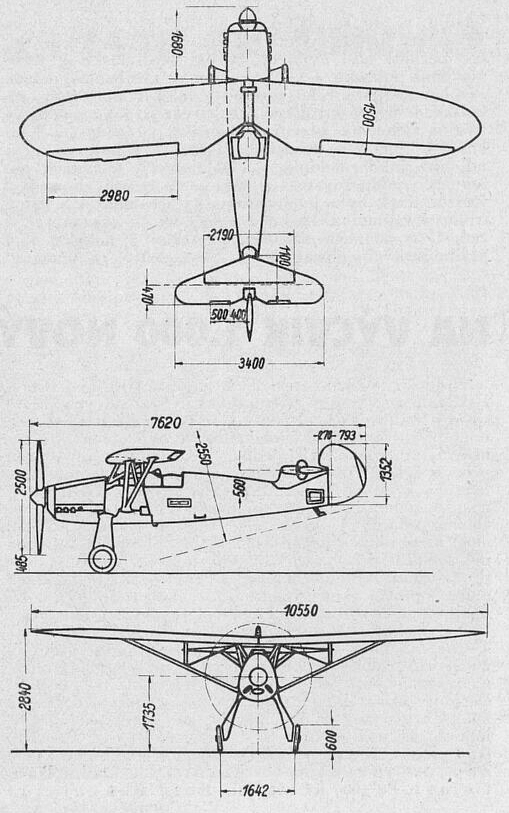
Focke-Wulf Fw 56

Dữ liệu lấy từ Die Deutsche Luftrüstung 1933-1945
Đặc tính tổng quan
- Kíp lái: 1
- Chiều dài: 7,6 m (24 ft 11 in)
- Sải cánh: 10,5 m (34 ft 5 in)
- Chiều cao: 2,6 m (8 ft 6 in)
- Diện tích cánh: 14 m2 (150 foot vuông)
- Trọng lượng rỗng: 755 kg (1.664 lb)
- Trọng lượng có tải: 985 kg (2.172 lb)
- Động cơ: 1 × Argus As 10C , 176,5 kW (236,7 hp)

Hiệu suất bay
- Vận tốc cực đại: 278 km/h (173 mph; 150 kn) trên mực nước biển
- Vận tốc hành trình: 255 km/h (158 mph; 138 kn)
- Vận tốc hạ cánh: 90 km/h (56 mph)
- Tầm bay: 385 km (239 mi; 208 nmi)
- Trần bay: 6.200 m (20.341 ft)
- Vận tốc lên cao: 8,42 m/s (1.657 ft/min)
- Thời gian lên độ cao: 1,000 m (3 ft) trong 2,2 phút

Vũ khí trang bị

- Súng: 2 × Súng máy MG 17 7,92 mm (.312 in)